# Shōjirō Sugimura
Shōjirō Sugimura (杉村 正二郎?, Sugimura Shōjirō; 4 aprile 1905 – 15 gennaio 1975) è stato un calciatore giapponese, di ruolo centrocampista.